# 杉山正一
杉山 正一（すぎやま しょういち、1924年10月30日 - ）は、日本の教育者・教育学者。

## 来歴
1944年栃木師範学校（現在の宇都宮大学教育学部）卒業。小・中学校の教諭、東京都教育委員会指導主事、東京都立教育研究所指導主事、東京都東久留米市立第二小学校、豊島区立高南小学校、豊島区立長崎小学校の各校長を務める。教育創造研究所長。妻は小学校教師の杉山愛子（1917-　）。

## 著書
- 『道徳指導の資料と展開』新光閣 1959
- 『子どもを生かす教育技術』東洋館出版社 1960
- 『学級だより 一年生の学級経営』東洋館出版社 1962
- 『一年生担任教師の仕事』明治図書 1963
- 『学級係り活動のくふう』東洋館出版 1963
- 『子どもを生かす担任教師 満点の学級経営』東洋館出版社 1963
- 『新しい家庭教育』広池学園出版部 1964
- 『学級集会活動のくふう』東洋館出版社 1964
- 『家庭における道徳教育』広池学園出版部 1965
- 『学級経営12か月の展開』東洋館出版社 1965
- 『小学校道徳の実践技術』東洋館出版社 1965
- 『教師の学級技術 学級の基本問題と基礎知識』東洋館出版社 1967
- 『学級担任の仕事 教師になったあなたへ』明治図書出版 1968
- 『よい家庭よいおかあさん』広池学園出版部 1968
- 『学級話し合い活動入門』明治図書出版 1969
- 『実践に生きる教師 現場の創造と実践』新光閣書店 1969
- 『学年主任入門』東洋館出版社 1970
- 『学級担任入門』東洋館出版社 1970
- 『学校経営入門』東洋館出版社 1970
- 『児童活動の創意とくふう』東洋館出版社 1972
- 『小学校新任教師の指導技術』ぎょうせい 1976
- 『じょうずな子どもの育て方・導き方』広池学園事業部 1976
- 『生活指導主任の実務と事例』東洋館出版社 1976 小学校実務と事例シリーズ
- 『新一年生の勉強としつけ』第三文明社 灯台ブックス　1979
- 『よい子に育てる教育の話』東洋館出版社 1979
- 『一年生の学習としつけ』明治図書出版 1980 学級経営双書
- 『学級経営入門』東洋館出版社 1980
- 『校内研究のすすめ方 研究主任のリーダーシップ』教育開発研究所 1981
- 『教師のための66の語録 この一言が教育を変える』東洋館出版社 1995
- 『心を揺する「講話」の力 小学校・中学校35週35話』教育開発研究所 1998
- 『筆記試験合格の「眼」 学校管理職選考』教育開発研究所 1999
- 『教育力を磨く 3分間の実践教育学』霞出版社 2004

### 共編著
- 『特別教育活動 計画・展開』金子孫市,大森晃共編 東洋館出版社 1959
- 『道徳指導の技術』中村昇共著 明治図書出版 1959
- 『学級づくりの技術』編 東洋館出版社 1960
- 『子どものみた100の人びと』大浦猛,石田佐久馬共編 東洋館出版社 1960
- 『低学年の道徳指導』木川達爾,竹ノ内一郎共編 東洋館出版社 1960
- 『学級話し合い活動のくふう』編著 東洋館出版社 1961
- 『視聴覚教育の資料事典』土橋美歩共編著 東洋館出版社 1964
- 『話題と掲示の資料事典』杉山愛子共編著 東洋館出版社 1964
- 『書くことによる学級経営 文字表現・記録活動を生かした学級づくり』杉山愛子共編著 東洋館出版社 1965
- 『話し合い活動の原則』編著 明治図書出版 1966
- 『クラブ活動のくふう』編著 東洋館出版社 1968
- 『児童会活動のくふう』編著 東洋館出版社 1968
- 『教室と家庭を結ぶ家庭通信』種市博治共著 帝国地方行政学会 1973
- 『教室と家庭を結ぶ家庭訪問』嶋根欣一共著 帝国地方行政学会 1973
- 『教室と家庭を結ぶ授業参観』香川英雄共著 帝国地方行政学会 1973
- 『教室と家庭を結ぶ父母会』岩上薫共著 帝国地方行政学会 1973
- 『学級係り活動の指導方法』編著 明治図書出版 1974 特別活動研究双書
- 『教室と家庭を結ぶ個人面接』岩上薫共著 帝国地方行政学会 1974
- 『学級経営の科学 システム化による展開過程』小林繁人共著 ぎょうせい 1975
- 『学級指導のくふう』編著 東洋館出版社 1975
- 『教師のしごと 学級経営その日のポイント 小学校』岩上薫共編 日本文化科学社 1975
- 『婦人教師のしごと』杉山愛子共編 日本文化科学社 1975
- 『あしたの授業をどうするか』岩上薫,蛭田正朝共編著 日本文化科学社 1976
- 『一年生のたくみな指導』二反田富江共編著 ぎょうせい 1976 新担任教師シリーズ
- 『二年生のたくみな指導』小倉寿男共編著 ぎょうせい 1976 新担任教師シリーズ
- 『三年生のたくみな指導』岩上薫共編著 ぎょうせい 1976 新担任教師シリーズ
- 『四年生のたくみな指導』佐竹昭共編著 ぎょうせい 1976 新担任教師シリーズ
- 『五年生のたくみな指導』松野彰夫共編著 ぎょうせい 1976 新担任教師シリーズ
- 『六年生のたくみな指導』小林繁人共編著 ぎょうせい 1976 新担任教師シリーズ
- 『学年主任の実務と事例 高学年』難波明治共編著 東洋館出版社 1976 小学校実務と事例シリーズ
- 『学年主任の実務と事例 中学年』松浦一訓共編著 東洋館出版社 1976
- 『学年主任の実務と事例 低学年』阿久津州美男共編著 東洋館出版社 1976
- 『学級集会活動の指導方法』編著 明治図書出版 1976 特別活動研究双書
- 『学級担任の仕事と事例』編著 東洋館出版社 1976 小学校実務と事例シリーズ
- 『教育実習生ハンドブック』編集代表 ぎょうせい 1976
- 『教務主任の実務と事例 第1学期』池田竜磨共編著 東洋館出版社 1976 小学校実務と事例シリーズ
- 『教務主任の実務と事例 第2学期』井沼正行共編著 東洋館出版社 1976 小学校実務と事例シリーズ
- 『教務主任の実務と事例 第3学期』小野真澄共編著 東洋館出版社 1976 小学校実務と事例シリーズ
- 『子どもとのふれあいを求めて』阿久津州美男、清水健共編著 日本文化科学社 1976 新任教諭シリーズ
- 『研究主任の実務と事例』編著 東洋館出版社 1977 小学校実務と事例シリーズ
- 『創意を生かした教育活動の計画と展開 「ゆとりの時間」の活用』編著 明治図書出版 1977 新教育課程研究双書
- 『父母の期待にどう応えるか』岩上薫,佐竹昭共編者 日本文化科学社 1977 新任教諭シリーズ
- 『ゆとりある教育 新しい学校生活のくふう』編著 日本文化科学社 1977
- 『ゆとりをもたせる教育課程のくふう』編著 東洋館出版社 1977
- 『学校の教育目標とゆとりの時間』編著 東洋館出版社 1978
- 『教育課程編成の実務必携』編著 明治図書出版 1978 新教育課程研究双書
- 『校長・教頭あいさつハンドブック』那須喜三郎共編著 日本文化科学社 1978
- 『子どもの活動を生かすじょうずな教師』香川英雄共編著 東洋館出版社 1978
- 『創意と工夫を生かした学校の創造活動』編著 東洋館出版社 1978
- 『父母会の運び方のじょうずな教師』塚野征共編著 東洋館出版社 1978
- 『問題意識を育てるじょうずな教師』石川正夫共編著 東洋館出版社 1978
- 『学習態度を育てる指導技術』香川英雄共編著 東洋館出版社 1979 指導技術シリーズ
- 『学習の動機づけのじょうずな教師』種市博治共編著 東洋館出版社 1979
- 『週時程の創意とくふう 新しい小学校教育の構想と展開』編著 ぎょうせい 1979
- 『出会いを生かすじょうずな教師』石川正夫共編著 東洋館出版社 1979
- 『発問・指名・応答の指導技術』石川正夫共編著 東洋館出版社 1979 指導技術シリーズ
- 『板書・ノートの指導技術』石川正夫共編 東洋館出版社 1979 指導技術シリーズ
- 『一年生指導のじょうずな教師』帆足文宏共編著 東洋館出版社 1980
- 『家庭学習・自由研究を生かす指導技術』香川英雄共編著 東洋館出版社 1980 指導技術シリーズ
- 『学習に問題をもつ子の指導技術』森希一共編著 東洋館出版社 1980 指導技術シリーズ
- 『学習法・学習形態を生かす指導技術』石川正夫共編著 東洋館出版社 1980 指導技術シリーズ
- 『教材・教具・環境を生かす指導技術』森希一共編著 東洋館出版社 1980 指導技術シリーズ
- 『教材研究・指導案・研究授業の指導技術』香川英雄共編著 東洋館出版社 1980 指導技術シリーズ
- 『じょうずな指導 係の活動』大谷徹夫共編著 学習研究社 1980
- 『じょうずな指導学級集会の活動』家田哲夫共編著 学習研究社 1980
- 『じょうずな指導話合いの活動』細野幸夫共編著 学習研究社 1980
- 『展開過程の指導技術』香川英雄共編著 東洋館出版社 1980 指導技術シリーズ
- 『評価・テスト・通信簿を生かす指導技術』石川正夫共編著 東洋館出版社 1980 指導技術シリーズ
- 『新しい学級経営の展開』石川正夫共編著 東洋館出版社 1981 小学校・現場の指導選書
- 『新しい学級の子ども理解』香川英雄共編著 東洋館出版社 1981 小学校・現場の指導選書
- 『新しい教室と家庭の連携』大谷徹夫共編著 東洋館出版社 1981 小学校・現場の指導選書
- 『新しい授業の展開』帆足文宏共編著 東洋館出版社 1981 小学校・現場の指導選書
- 『新しい生活指導の展開』阿久津州美男共編著 東洋館出版社 1981 小学校・現場の指導選書
- 『感動を育て生かすじょうずな教師』香川英雄共編著 東洋館出版社 1981
- 『学習に問題を持つ子の指導のじょうずな教師』森希一共編著 東洋館出版社 1981
- 『学級経営のじょうずな教師』石川正夫共編著 東洋館出版社 1981
- 『学校生活に問題を持つ子の指導のじょうずな教師』森希一共編著 東洋館出版社 1981
- 『ゆとりの時間の指導資料』編著 東洋館出版社 1981
- 『教科主任の実務と事例』家田哲夫共編著 東洋館出版社 1982
- 『特別活動・道徳主任の実務と事例』編著 東洋館出版社 1982
- 『教頭の実務と事例』編著 東洋館出版社 1984
- 『図書主任・視聴覚主任の実務と事例』香川英雄共編著 東洋館出版社 1984
- 『保健主任の実務と事例』石川正夫共編著 東洋館出版社 1984
- 『助け合い・連帯感・協調性を育てるじょうずな教師』松本敬共編 東洋館出版社 1986
- 『先生と作ろう』石川正夫共編著 ぎょうせい 1987
- 『校長の涙 卒業式における校長の式辞実例』杉山愛子共著 教育開発研究所 2004